# Hannibal
Hannibal (pun. 𐤇𐤍𐤁𐤏𐤋 𐤁𐤓𐤒, stgr. Ἀννίβας; ur. 247 p.n.e., zm. 183 p.n.e.) – kartagiński dowódca wojskowy i polityk, syn Hamilkara Barkasa, uważany za jednego z najwybitniejszych wodzów starożytności.

## Życiorys
Był synem Hamilkara Barkasa. Od roku 237 przebywał w Hiszpanii. Miał greckich nauczycieli, czytał greckie teksty o strategii. Od roku 224 dowodził oddziałem kawalerii. W roku 221, w wieku 25 lat przejął dowództwo nad kartagińską armią w Hiszpanii po śmierci Hazdrubala Starszego, który zginął w zamachu. W rok później poszerzył panowanie kartagińskie w Hiszpanii po rzekę Tag. Oprócz wojskowych wypraw stosował również dyplomatyczne działania, m.in. ożenił się z Hiszpanką. W roku 219 zdobył i zniszczył miasto Sagunt sprzymierzone z Rzymem. Rzym nie udzielił pomocy Saguntowi, lecz uznał działania Hannibala za złamanie układu z roku 226 i wypowiedział wojnę Kartaginie. W ten sposób rozpoczęła się II wojna punicka.

### Wojna z Rzymem

II wojna punicka

Aby uprzedzić rzymski atak, Hannibal zadecydował o skierowaniu działań wojennych na terytoria przeciwnika. Liczył na wsparcie ludów galijskich i italskich we wspólnej walce przeciw rzymskiej ekspansji. Z powodu przewagi przeciwnika na morzu Kartagińczycy musieli przemaszerować do Italii drogą lądową: przez Hiszpanię, południową Galię i Alpy Zachodnie do Galii Przedalpejskiej i Italii. W sierpniu 218 roku armia pod dowództwem Hannibala w sile 50 tysięcy pieszych i 9000 konnych przekroczyła Pireneje, podczas gdy w Hiszpanii pozostały 15-tysięczne oddziały pod wodzą Hazdrubala. We wrześniu Kartagińczycy przekroczyli Rodan, po czym przeszli przez Alpy, prawdopodobnie przełęczą Mont-Cenis; do Italii przeprawiło się 20 tysięcy piechoty i 6000 jazdy, lecz szeregi punickiej armii zgodnie z przewidywaniami Hannibala zasiliły oddziały celtyckich Insubrów i Bojów. Po zregenerowaniu armii, w listopadzie Hannibal pokonał armię Publiusza Korneliusza Scypiona nad rzeką Ticinus, w grudniu rozbił połączone armie konsularne nad Trebią, a w roku 217 ominął stacjonującą pod Arretium armię konsula Gajusza Flaminiusza, po czym wprowadził ją w zasadzkę i 23 czerwca doszczętnie rozgromił nad Jeziorem Trazymeńskim. Ostra zima w północnej Italii i późniejsza przeprawa przez bagna spowodowała, że spośród ponad trzydziestu idących z armią słoni bojowych ostał się tylko jeden, a sam Hannibal stracił jedno oko wskutek zakażenia.

Zniszczenie wojsk rzymskich w bitwie pod Kannami

2 sierpnia 216 roku w walnej bitwie pod Kannami Kartagińczycy unicestwili dwukrotnie większą armię rzymską; zginęło około 50 tysięcy żołnierzy rzymskich, konsul Emiliusz Paulus i 80 senatorów, podczas gdy straty po stronie kartagińskiej wyniosły około 7000 poległych, z czego 4000 stanowili sojuszniczy Galowie. Hannibal zastosował po raz pierwszy manewr, zwany później manewrem kanneńskim (dwustronne oskrzydlenie i okrążenie nieprzyjaciela). Po tej klęsce Rzymianie nie podejmowali już otwartych bitew z Hannibalem, zamiast tego przenosząc ciężar działań wojennych do Hiszpanii.
Przez kolejnych 10 lat Hannibal pozostawał w Italii. Ze względu na szczupłość swoich sił nie zajął on Rzymu. Celem jego działań było odwrócenie od Rzymu jego dotychczasowych sprzymierzeńców. Rzeczywiście kilka miast w Italii, w tym Kapua w Kampanii, zdecydowało się poprzeć Kartagińczyka. W roku 204 Scypion Afrykański Starszy wylądował w północnej Afryce, zmuszając Hannibala do wycofania się z Italii, zaś w 202 roku pokonał jego wojska w bitwie pod Zamą, zmuszając Kartaginę do zawarcia niekorzystnego traktatu pokojowego. Kartagina straciła wszystkie swoje posiadłości poza Afryką i musiała zapłacić kontrybucję oraz podporządkować swoją politykę zagraniczną Rzymowi.

### Po II wojnie punickiej
Hannibal pozostał dowódcą armii kartagińskiej do roku 200, gdy został odwołany pod wpływem nacisków rzymskich, następnie w roku 196 pełnił urząd sufeta. Jako sufet przeprowadził reformy ograniczające władzę oligarchicznego Trybunału Stu Czterech, którego członkowie odtąd byli corocznie wybierani zamiast zasiadać w tym gremium dożywotnio. Ponadto mając poparcie ludu wyegzekwował zaległe należności od kartagińskich arystokratów. Rządy Hannibala przywróciły kraj do dobrobytu gospodarczego, co umożliwiło spłacenie ogromnej kontrybucji wojennej.
W roku 195 oskarżony przez możnych o konszachty z Antiochem III przeciw Rzymowi, musiał uciekać z kraju, udając się najpierw do Tyru, po czym faktycznie znalazł się na dworze seleukidzkiego króla Antiocha w Efezie. Po klęsce Antiocha w wojnie z Rzymem w roku 189 uciekł do Bitynii do króla Prusjasza, gdzie w 183 roku popełnił samobójstwo wypijając truciznę, którą dostał od ojca i nosił zawsze w pierścieniu, by nie wpaść w ręce Rzymian. Przed śmiercią powiedział: „Uwolnijmy Rzymian od ich długiego niepokoju, skoro twierdzą, iż zbyt długo jest czekać na śmierć starego człowieka”. Został pochowany w grobowcu między Chalkedonem a Nikomedią. 
Pliniusz Starszy i Plutarch odnotowują, że grób Hannibala znajduje się w Libii na wybrzeżu Morza Marmara. Według niektórych Libia czyli 'Libyssa' znajdowała się w Gebze (Ghebse, Givyza), pomiędzy Bursą a Üskudarem. W. M. Leake utożsamiając Gebze ze starożytną Dakibyzą (Dacibyza), umieścił je dalej na zachód. 
Lokalizacja grobu Hannibala nie została dostatecznie określona. Z inicjatywy tureckiego męża stanu Atatürka, wielkiego miłośnika Hannibala, zbudowano w 1981 roku na południu dzisiejszego Gebze, monumentaly grobowiec Hanibalin Mezari-Gebze.  
(Fragmenty zapadniętej budowli w Gebze, uważanej za grób Hannibala, kolidują ze starożytnym opisem kurhanu).

## Autorzy antyczni o Hannibalu
Przez szesnaście lat prowadził wojnę przeciwko Rzymianom w Italii bez przerwy i w całym tym okresie nigdy nie zwolnił swojej armii ze służby w polu. Zarazem utrzymywał te liczne tłumy pod kontrolą, a wolny od niechęci wobec niego lub wobec kogokolwiek innego. W dodatku było tak, mimo że zatrudniał oddziały, które należały nie tylko do obcych krajów, ale także do różnych ras. Prowadził ze sobą Afrykanów, Hiszpanów, Celtów, Liguryjczyków, Italów i Greków, ludzi, którzy naturalnie nie mieli ze sobą nic wspólnego, jeśli chodzi o prawo, zwyczaje, język czy w jakikolwiek inny sposób. Co więcej – dzięki umiejętnościom przywódczym potrafił narzucić swój autorytet pojedynczym głosem i własną wolą nawet ludziom tak całkiem różnego pochodzenia. Osiągnął to w stale zmieniających się warunkach, często korzystając z pomyślnych wiatrów fortuny, ale również wtedy, gdy wiatr zmienił kierunek na przeciwny.

Scypion spytał Hannibala, kto jest największym dowódcą. W odpowiedzi Hannibal ogłosił najwspanialszym Aleksandra Macedońskiego, który kroczył przez niezbadane terytoria z niewielkim wojskiem, przekraczając granice ludzkich pragnień. Gdy Scypion spytał, którego dowódcę umieścił by tuż za nim, Hannibal wymienił Pyrrusa, gdyż uczył, jak zakładać obozy, i sztuki zwyciężania. Wtedy Scypion spytał, kto jest trzecim z kolei, a wówczas Hannibal wymienił siebie. Śmiejąc się, Scypion spytał, jakie przyznałby sobie miejsce, gdyby pokonał jego, Scypiona. Wówczas, bez wątpienia – odpowiedział Hannibal – umieściłbym siebie przed wszystkimi innymi dowódcami.

Cechowało go nieludzkie okrucieństwo i wiarołomność więcej niż punicka; nic nie było dla niego rzetelnie, nic święte, ani bogobojność, ani przysięga, ani wiara.

## Znaczenie
- Rzymianie po serii zwycięstw Hannibala ukuli powiedzenie: „Hannibal ante portas”, co oznacza „Hannibal u bram”, które do tej pory jest używane jako ostrzeżenie przed nadchodzącym niebezpieczeństwem[25]. Natomiast rosyjski frazeologizm „Hannibalowa przysięga” (Аннибалова клятва) oznacza wyraz zdecydowanej determinacji, by o coś walczyć do zwycięstwa lub do końca życia[26].
- Hannibala uznaje się za jednego z największych wodzów starożytności. Jego manewry były analizowane przez nowożytnych i współczesnych teoretyków wojskowości (K. Clausewitz, A. Schlieffen). Istotą stosowanej przez niego taktyki było pełne wykorzystanie warunków terenu oraz zdolności przywódcze nad wielonarodową armią. W bitwie pod Kannami udało mu się, dzięki oskrzydleniu silną jazdą numidyjską i umieszczeniu słabszych oddziałów w centrum szyku, zamknąć i pokonać w okrążeniu liczniejszą armię rzymską[1].